# Kirkby Lonsdale
Kirkby Lonsdale (/ˈkɜːrbi ˈlɒnzdeɪl/) – miasteczko i civil parish w Anglii, w hrabstwie Kumbria, w dystrykcie (unitary authority) Westmorland and Furness. W 2011 roku civil parish liczyła 1843 mieszkańców. Kirkby Lonsdale jest wspomniana w Domesday Book (1086) jako Cherchebi.